# León de Greiff
León de Greiff, né à Medellín, en Colombie, le 22 juillet 1895 et mort à Bogota en Colombie le 11 juillet 1976, est un poète colombien. Son nom complet était Francisco de Asís León Bogislao de Greiff Häusler et il utilisa régulièrement des pseudonymes, dont « Leo le Gris » et « Gaspar de la Nuit ». La poésie de León de Greiff est souvent rapprochée des courants du cultisme et du néo-baroque littéraire. De Greiff utilise du vocabulaire et des tournures du castillan ancien, et manie des concepts philosophiques inspirés des réflexions menées par le modernisme.

## Biographie
León de Greiff naît à Medellín, en Colombie, le 22 juillet 1895. 
Il est l'un des initiateurs, en février 1915, du mouvement Los Panidas de Medellín, un groupe de treize intellectuels colombiens aux idées modernistes en littérature et en art, qui comptait aussi entre autres l'écrivain Fernando González et le caricaturiste Ricardo Rendón.
En 1925, il participe à la création d'un nouveau groupe littéraire, Los Nuevos, mouvement qui compte aussi, entre autres, Luis Vidales, Alberto Lleras Camargo, Rafael Maya et Germán Arciniegas. Le groupe publie la revue du même nom, qui suit les tendances modernistes les plus en vogue en Europe.
En 1925 également, León de Greiff publie son premier mamotreto, mot espagnol signifiant « gros volume » ou « objet encombrant », et qu'il utilise fréquemment pour se référer à son travail avec ironie.
En 1927, il épouse Matilde Bernal Nichols, qu'il connaissait depuis 1911. Ils ont quatre enfants : Astrid (architecte) Boris (maître international d'échecs), Hjalmar (musicologue) et Axel.
À partir de 1930, avec la publication de son deuxième Mamotreto, il se consacre entièrement à son œuvre d'écrivain.
En 1965, un accident le mène à l'hôpital.
Il meurt à Bogota en Colombie le 11 juillet 1976. Il bénéficie d'une grande reconnaissance critique dans son pays dès la fin de sa vie.

## Distinctions
- Chevalier de l'ordre royal de l'Étoile polaire.

## Œuvres
Recueils
- Tergiversaciones (1925)
- Cuadernillo poético (1929)
- Libro de Signos (1930)
- Variaciones alredor de nada (1936)
- Prosas de Gaspar (1937)
- Semblanzas y comentarios (1942)
- Fárrago (1954)
- Bárbara Charanga (1957)
- Bajo el signo de Leo (1957)
- Nova et vetera (1973)
- Libro de relatos (1975)

Mamotretos
- Primer Mamotreto Tergiversaciones (1925)
- Segundo Mamotreto Libro de Signos (1930)
- Tercer Mamotreto Variaciones alredor de nada (1936)
- Cuarto Mamotreto Prosas de Gaspar (1937)
- Quinto Mamotreto Fárrago (1954)
- Sexto Mamotreto Bárbara Charanga (1957)
- Séptimo Mamotreto Bajo el signo de Leo (1957)
- Octavo Mamotreto Nova et vetera (1973)